# Sempervivum marmoreum
Sempervivum marmoreum ist eine Pflanzenart aus der Gattung der Hauswurzen (Sempervivum) in der Familie der Dickblattgewächse (Crassulaceae).

## Beschreibung

### Vegetative Merkmale
Sempervivum marmoreum wächst als Rosettenpflanze mit einem Durchmesser von 3 bis 10 Zentimeter und bildet waagerechte, fein flaumhaarige Ausläufer. Die verkehrt eiförmigen bis verkehrt eiförmig-spateligen oder breit lanzettlichen, fast stielrunden Laubblätter tragen ein aufgesetztes Spitzchen oder laufen kurz spitz zu. Junge Blätter an Ablegern sind stark flaumhaarig. 

### Generative Merkmale
Der flaumhaarige Blütentrieb trägt verkehrt eiförmige oder längliche bis lanzettliche, etwas kleinspitzige, aufrechte Blätter. Der ebensträußige Blütenstand besteht in der Regel aus drei gabeligen Wickeln. Die lanzettlichen, spitzen bis spitz zulaufenden, rötlich grünen, 5 bis 6,5 Millimeter langen Kelchblätter sind auf einer Länge von bis zu 2,5 Millimeter miteinander verwachsen. Die linealischen-lanzettlichen, spitz zulaufenden Kronblätter sind rot mit randnahen, weißlichen Streifen. Die Staubfäden sind kahl. Der Griffel ist etwa 2 Millimeter lang. Die fast quadratischen bis halbkreisförmigen Nektarschüppchen sind grünlich.

### Genetik
Die Chromosomenzahl beträgt {\displaystyle 2n=34}.

## Systematik und Verbreitung
Sempervivum marmoreum ist auf dem Balkan verbreitet.
Die Erstbeschreibung von Sempervivum marmoreum erfolgte 1843 durch August Grisebach in Spicilegium Florae Rumelicae et Bithynicae Exhibens Synopsin Plantarum quas in aest. 1839. Band 1, S. 329–330.
Je nach Autor gibt es etwa fünf Unterarten:
- Sempervivum marmoreum Griseb. subsp. marmoreum: Die Chromosomenzahl beträgt 2n = 34.[2]
- Sempervivum marmoreum subsp. ballsii (Wale) Zonn. (Syn.: Sempervivum ballsii Wale): Sie ist benannt nach dem englischen Pflanzensammler Edward K. Balls (1892–1984).[3] Die Chromosomenzahl beträgt 2n = 34.[2]
- Sempervivum marmoreum subsp. erythraeum (Velen.) Zonn. (Syn.: Sempervivum erythraeum Velen.): Die Chromosomenzahl beträgt 2n = 34.[2]
- Sempervivum marmoreum subsp. matricum (Letz) Hadrava & Miklánek[4][5]
- Sempervivum marmoreum subsp. reginae-amaliae (Heldr. & Sartori ex Boiss.) Zonn.; benannt nach Amalie von Oldenburg (1818–1875), Königin in Griechenland und Frau von König Otto I. von Griechenland[6].

## Nachweise